# Jože Ciperle
Jože Ciperle, slovenski zgodovinar, muzealec in arhivist, * 8. november 1947, Vodice.

## Življenje in delo
Po diplomi 1972 na ljubljanski Filozofski fakulteti je prav tam leta 1999 tudi doktoriral. V letih 1972−95 je bil zaposlen v Slovenskem šolskem muzeju v Ljubljani, od leta 1990 dalje kot muzejski svetovalec. Od leta 1996 do upokojitve ob koncu leta 2013 pa je vodil arhivsko-muzejsko službo Univerze v Ljubljani (Zgodovinski arhiv in muzej Univerze v Ljubljani).
V raziskovalnem delu se je posvetil proučevanju zgodovine šolstva in pedagogike, predvsem preteklosti gimnazijskega, visokošolskega in univerzitetnega študija, pa tudi zgodovine posebnega šolstva. Prispeval je vsebinsko zasnovo in v sodelovanju z Andrejem Vovkom izvedbo prvega dela stalne razstave Slovenskega šolskega muzeja v Ljubljani ter deloma v soavtorstvu zasnovo in izvedbo skoraj tridesetih občasnih strokovnih razstav z obsežnimi in kvalitetnimi spremnimi razstavnimi katalogi. Bil je urednik več publikacij, med drugim tudi glasila Slovenskega šolskega muzeja v Ljubljani in znanstvene knjižne zbirke arhiva in muzeja Univerze v Ljubljani. Z referati in diskusijami je sodeloval na domačih in tujih znanstvenih konferencah in simpozijih. Objavil je vrsto znanstvenih in poljudnih člankov. Sam ali v soavtorstvu je napisal in izdal več knjig, katalogov in zbornikov.

## Dela
- -- in Andrej Vovko, Šolstvo na Slovenskem skozi stoletja, Ljubljana, 1987 (COBISS)
- Podoba velikega učilišča ljubljanskega: Licej v Ljubljani: 1800-1848, Ljubljana, 2001 (COBISS)